# Великая американская башня на площади Куин-Сити
Великая американская башня на площади Куин-Сити (англ. Great American Tower at Queen City Square) — офисный небоскрёб в городе Цинциннати (штат Огайо, США). Самое высокое здание города и третье по высоте в штате (в списке «Самые высокие здания США» находится в середине второй сотни).

## Описание
Основные характеристики
- Строительство: ноябрь 2008 — январь 2011
- Высота: «архитектурная» — 202,7 м; «по главной крыше» — 151,5 м; «по верхнему этажу» — 147,2 м; «от пола до потолка» — 2,9 м.
- Этажей: 40 надземных (13-й этаж отсутствует, поэтому нумерация заканчивается 41-м) и 3 подземных
- Площадь внутри здания: 74 322 — 105 867 м²
- Лифтов: 26 + 2 эскалатора
- Парковочных мест: 2250
- Архитектор: Гио Обата[англ.] (фирма HOK[англ.])
- Застройщик: Western & Southern Financial Group[англ.]
- Главный подрядчик: Turner Construction[англ.]
- Главный инженер: Thornton Tomasetti[1]
- Владельцы: Western & Southern Financial Group[англ.] и American Financial Group[англ.] (по 50 %)
- Стоимость строительства: 322 млн долларов[2][3]

Небоскрёб построен в стиле постмодерн. С момента открытия он поровну разделён между компаниями Western & Southern Financial Group и American Financial Group, для которых он является штаб-квартирой.

С 1931 по 2010 год самым высоким зданием города было Carew Tower (175 м, с антенной — 190 м). Строительство Великой американской башни на площади Куин-Сити наконец-то позволило Цинциннати лишиться не очень приятного звания «крупнейший город США, чьё самое высокое здание было построено ещё до Второй мировой войны».
«Изюминка» небоскрёба, его «корона», имеет размеры (высота × длина × ширина) 39,6 × 48,5 × 28,3 метров, весит она 400 тонн. Идею такого украшения архитектору навеяло одно из прозвищ Цинциннати — «Город-королева». Гигантская «корона» была скопирована с фотографии реальной тиары, которую носила принцесса Диана.